# Улица Васильченко (Казань)
Улица Васильченко (бывш.  7-я Удельная, 7-я Союзная) — магистральная улица, большей своей частью расположенная на территории Московского района города Казани, с асфальтированной проезжей частью с шестью-четырьмя полосами движения.

## Происхождение наименования
Улица была переименована в 2005 году в честь Васильченко Александра Григорьевича (1911—1960), Героя Советского Союза, заслуженного лётчика-испытателя СССР, долгие годы, трудившегося на Казанском авиационном заводе (ныне именующемся ОАО «КАПО им. С. П. Горбунова»)

## Расположение
Улица Васильченко, имеет Z-образную форму и пролегает с юга на север от пересечения с улицей Восстания (т. н. разъезд Восстания) до пересечения с Тэцевской улицей, кратчайшим образом соединяя микрорайон Жилплощадка, посёлок Северный, посёлок Левченко с Кировским районом и центральной частью Московского района Казани, обеспечивая через них доступ к другим районам города.
От улицы Васильченко отходят на восток начала улиц Гагарина (недалеко от разъезда Восстания) и Рахимова (поворотом на посёлок Левченко).
На юге улица Васильченко фактически является продолжением сливающихся перед разъездом Восстания улиц Кулахметова, Серова и Шамиля Усманова, а на севере продолжается улицей Химическая.
От поворота улицы в районе эстакады над железнодорожным полотном Северного городского железнодорожного хода Казанского отделения ГЖД и практически до пересечения с улицей ТЭЦевская, левая половина проезжей части территориально располагается в Кировском районе города Казани.
Автодорога по северной части улицы после поворота на посёлок Левченко построена только в 2000-х годах.

## Объекты, расположенные на улице
- Сквер имени Васильченко с оригинальным монументом-памятником герою  (недоступная ссылка) — слева на пересечении с улицей Восстания.
- Филиал Администрации Кировского и Московского районов — в сквере им. Васильченко.
- Бизнес-центр «Союз» — слева после сквера им. Васильченко.
- Стадион «Тасма» с несколькими спортивными клубами — справа на пересечении с началом улицы Гагарина.
- Парк имени Урицкого — вдоль правой стороны улицы от пересечения с улицей Гагарина, до первого поворота налево.
- Технопарк «Химград» ныне, бывший завод по производству кино и фото плёнки ОАО «Тасма» — по левой стороне улицы от первого поворота до поворота на эстакаду.
- Станция «Восстания», грузовой железнодорожный терминал — справа до поворота на эстакаду.
- Остановочная платформа «Левченко» транзитных электропоездов направления Юдино-Восстания-Бирюли — слева после поворота на эстакаду.
- Эстакада через железнодорожные пути.
- Торговый центр «Мебельград», один из крупнейших в городе мебельных супермаркетов — справа после поворота на посёлок Левченко.
- Лесопарковая зона — справа и слева после поворота на посёлок Левченко (Кулахметова) до пересечения с улицей ТЭЦевская.
- Фитнес студия «ReForma»-справа в здании Мазда центр.
- № 65 — жилой дом авиазавода.[2]

На улице, проходящей в южной части через промышленно-складскую зону и полосы отчуждения железной дороги, есть также многочисленные другие соответствующие предприятия и нет жилой застройки.

## Транспорт
По южной части улицы до поворота на посёлок Левченко через остановки «магазин стройматериалов», «станция Восстания», «завод ЖБИ», «ГМС», «Мебельград» проходят маршруты автобусов 63, заканчивающиеся в данном поселке.
У начала улицы через остановку «разъезд Восстания» на улице Восстания проходят маршруты автобусов 10/10а,22,36,44,45,46,47,49,53,63,98.
У конца улицы через остановку «завод Оргсинтез» на улице ТЭЦэвская ранее проходил маршрут троллейбуса № 5.
Генеральным планом Казани 2020 года предусматривается строительство трамвайной линии по улице.